# غويلهيرم خيمينيز دي سوزا
غويلهيرم خيمينيز دي سوزا (18 يونيو 1995 - 28 نوفمبر 2016) يعرف أكثر اسم خيمينيز كان لاعب كرة قدم برازيلي يلعب في نادي شابيكوينسي ولقد توفي في يوم 28 نوفمبر 2016 عقب كارثة رحلة خطوط لاميا الجوية 2933 عن عمر يناهز 21.

## روابط خارجية
- غويلهيرم خيمينيز دي سوزا على موقع قاعدة بيانات كرة القدم.إي يو (الإنجليزية)
- غويلهيرم خيمينيز دي سوزا على موقع Soccerway.com (الإنجليزية)